# Elina Siirala
Elina Siirala (n. 27 de octubre de 1983 en Helsinki), es una cantante soprano / compositora finlandesa de formación clásica y profesora de canto. Es conocida por ser la vocalista actual de la banda de metal sinfónico Leaves' Eyes y una de las fundadoras de la banda británica de metal melódico EnkElination. 
Desde abril de 2016, Siirala es la vocalista femenina en la banda alemana de  metal sinfónico/viking metal Leaves' Eyes.

## Carrera musical

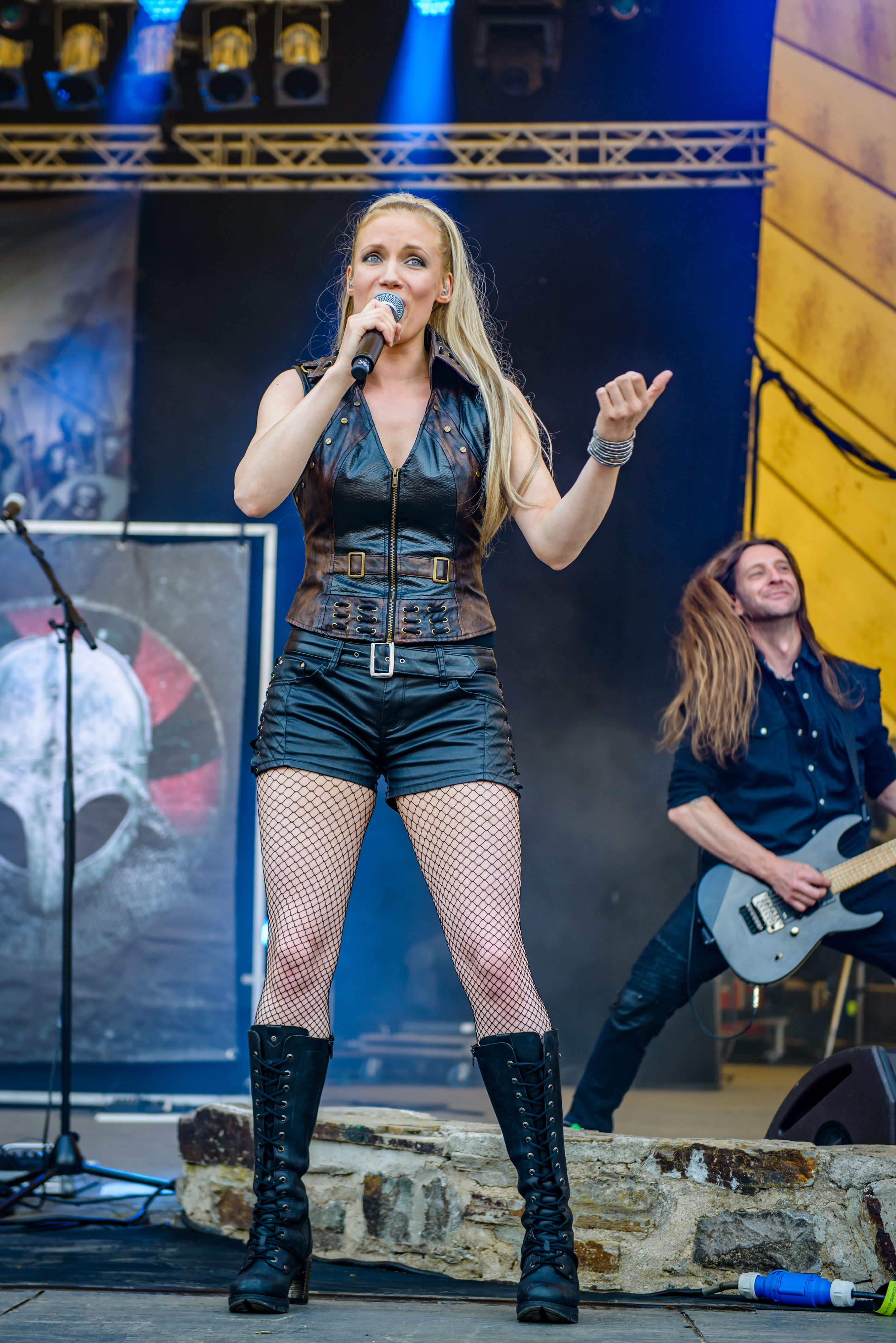
Leaves' Eyes;; RockFels 2016 - Loreley

Después de completar una licenciatura en canto clásico en Helsinki, Elina se trasladó a Londres en 2008 para estudiar el estilo de voces contemporáneas.
En 2011, Elina fue una de las fundadoras de la banda de metal melódico EnkElination mientras vivía en Inglaterra; el nombre de la banda es un juego de palabras a partir de "Enkeli" (palabra finlandesa para "Ángel"), sumado  también a su nombre "Elina" en el medio. En 2016 la banda anunció que cambiarán su nombre a "Angel Nation".
El nuevo nombre de la banda como Angel Nation fue seguido poco después el 12 de abril de 2016, con el anuncio del nuevo baterista Lucas Robert Williamson, quien se unió a los miembros existentes Shadow Venger en la guitarra y Julia en el bajo.
La banda tocó en varios lugares en vivo siendo el artista principal, como en el Camden Underworld y como teloneros de bandas más grandes, así como apariciones en festivales europeos, incluyendo el Bloodstock Open Air en 2014 y Dames of Darkness en 2015. 
Elina llamó la atención de  Leaves' Eyes durante uno de sus giras de apoyo, y en 2016 fue invitada inesperadamente a unirse a esa banda para reemplazar a la cantante original Liv Kristine.

## Discografía

### Con EnkElination

#### Álbumes
- Tears of Lust (2014)
- Aeon (2017)

#### Singles
- Do It Anyway (2016)

#### Vídeos musicales
- Tears of Lust (2014)
- Last Time Together (2015)
- Do It Anyway (2016)
- Burn the Witch (2017)

### Con Leaves' Eyes

#### Álbumes
- Sign of the Dragonhead (2018)

#### EP
- Fires in the North (2016)

#### Vídeos musicales
- Edge of Steel (2016)
- Fires in the North (2016)
- Sign of the Dragonhead (2017)